# BonziBuddy
BonziBuddy（/ˈbɒnziˌbʌd.iː/，也寫作BonziBUDDY）是由Joe和Jay Bonzi開發的桌面虛擬助理免費軟體。它透過Microsoft Agent達到與使用者分享笑話和知識、管理下載、唱歌、說話等功能。
BonziBuddy被指控為間諜軟體和廣告軟體，在該公司面臨相關訴訟並勒令支付罰款後於2004年停止服務。Bonzi公司的網站在此後仍然可以連線，但在2008年底關閉。

## 衍伸閱讀
- 電子寵物
- Prody Parrot（英语：Prody Parrot）
- Talking Moose（英语：Talking Moose）